# Sesvete
Sesvete [ˈsɛs.ʋɛtɛ] (deut. Allerheiligen bei Agram (Zagreb)) ist der östliche und größte Stadtteil von Zagreb in Kroatien mit 71.216 Einwohnern (Stand 1. Januar 2022), der administrativ zur Hauptstadt selbst gehört, aber ein eigenständiges geschlossenes städtisches Siedlungsgebiet bildet.

## Geographie
Der Stadtteil liegt neun Kilometer östlich vom Zagreber Ban-Jelačić-Platz und liegt 129 Meter über dem Meeresspiegel und gehört zum Teil zur Medvednica, einem kleinen Gebirge, das Sesvete vom nördlich angrenzenden Gebiet des Hrvatsko Zagorje trennt und liegt somit selbst, wie Zagreb auch geographisch im Hrvatsko Prigorje.
Siedlungsgebiete im Stadtteil Sesvete sind Adamovec, Belovar, Blaguša, Budenec, Cerje, Dobrodol, Drenčec, Dumovec, Ðurđekovec, Gajec, Glavnica, Glavničica, Goranec, Jesenovec, Kašina, Kučilovina, Kučanec, Lužan, Markovo Polje, Moravče, Paruževina, Planina Donja und Gornja, Popovec, Prekvršje, Prepuštovec, Soblinec, Šašinovec, Šimunčevec, Vuger Selo, Vugrovec Donji und Gornji, Vurnovec, Žerjavinec.

## Kultur und Sehenswürdigkeiten
Sesvete wurde nach der im Stil des Barock gebauten "Pfarrkirche Allerheiligen" (kroatisch svi sveti) mit zwei Glockentürmen aus dem 18. Jahrhundert benannt. Im Stadtzentrum befindet sich ein barocker Herrensitz, in dem ein Museum eingerichtet wurde. 
Sehenswert in der Umgebung ist der Ort Cerje mit seinem unter Naturschutz stehenden Feld-Ahorn-Baumbestand. Bei Kozelin auf der Medvednica, nahe dem Ort Belovar, befindet sich eine der am längsten besiedelten Lokalitäten im Gebiet der Hauptstadt Zagreb: dort wurden Funde aus dem 2. Jahrtausend v. Chr. geborgen.
Der unweit von Sesvete liegende Naturpark Medvednica umfasst einen Teil des Medvednicagebirges (Sesvetsko Prigorje). Der höchste Punkt des Gebirges ist das "Sljeme", wo sich auch zahlreiche Sendeanlagen befinden. Der Berg kann von Zagreb aus mit einer Seilbahn der ZET erreicht werden. Die Medvednica ist ein sehr beliebtes Naherholungsziel der Bevölkerung, da es vom Zentrum der Hauptstadt aus innerhalb kürzester Zeit zu erreichen ist. Im Winter ist es auch ein sehr populäres Skigebiet.

## Wirtschaft und Infrastruktur
Der Tourismus ist durch die Nähe zu Zagreb und zum Ostteil des Medvednicagebirges eine wichtige Einnahmequelle der Stadt. Wegen der hervorragenden Verkehrsverbindungen und großzügigen räumlichen Bedingungen haben sich viele Handelsgesellschaften in Sesvete niedergelassen. Deshalb kommen täglich zahlreiche Menschen aus Zagreb und der Umgebung zum Einkaufen in den Stadtteil.